# Jackson Stephens
Jackson Stephens (né le 11 mai 1994 à Anniston (Alabama), aux États-Unis) est un lanceur droitier des Reds de Cincinnati de la Ligue majeure de baseball.

## Carrière
Jackson Stephens est choisi par les Reds de Cincinnati au 18e tour de sélection du repêchage de 2012.
Il fait ses débuts dans le baseball majeur comme lanceur partant pour Cincinnati le 1er juillet 2017 face aux Cubs de Chicago. Il en sort lanceur gagnant après une performance de 8 retraits sur des prises en 5 manches lancées, et il se distingue aussi à l'attaque au cours de cette rencontre avec un coup sûr et deux points produits.